# Rayan Berberi
Rayan Berberi (18 maart 2004) is een Luxemburgs voetballer die onder contract ligt bij Standard Luik.

## Carrière
Berberi maakte in 2019 de overstap van de jeugdopleiding van FC Metz naar die van Standard Luik. Daar ondertekende hij in april 2022 een nieuw contract. Op 13 augustus 2022 maakte hij zijn profdebuut in het shirt van Standard Luik, het beloftenelftal van Standard dat vanaf het seizoen 2022/23 uitkomt in Eerste klasse B. Op de openingsspeeldag kreeg hij tegen Club NXT een basisplaats.

## Clubstatistieken
| Seizoen         | Club            | Land            | Competitie      | Competitie | Competitie | Beker | Beker | Supercup | Supercup | Europees | Europees | Totaal | Totaal |
| Seizoen         | Club            | Land            | Competitie      | Wed.       | Dlp.       | Wed.  | Dlp.  | Wed.     | Dlp.     | Wed.     | Dlp.     | Wed.   | Dlp.   |
| --------------- | --------------- | --------------- | --------------- | ---------- | ---------- | ----- | ----- | -------- | -------- | -------- | -------- | ------ | ------ |
| 2022/23         | SL 16 FC        | Vlag van België | Eerste klasse B | 31         | 1          | —     | —     | —        | —        | —        | —        | 31     | 1      |
| 2023/24         | SL 16 FC        | Vlag van België | Eerste klasse B | 6          | 0          | —     | —     | —        | —        | —        | —        | 6      | 0      |
| Carrière totaal | Carrière totaal | Carrière totaal | Carrière totaal | 37         | 1          | 0     | 0     | 0        | 0        | 0        | 0        | 37     | 1      |

Bijgewerkt op 19 oktober 2023.
3 Ngoy ·
4 Šutalo ·
5 Bolingoli ·
6 Sotiris ·
7 Bulat ·
8 Price ·
9 Zeqiri ·
10 Đukanović ·
11 Ayensa ·
13 Fossey ·
14 Kuavita ·
15 Doumbia ·
17 Camara ·
19 Badamosi ·
20 Karamoko ·
24 O'Neill ·
25 Hautekiet ·
29 Dierckx ·
30 Henkinet ·
40 Epolo ·
41 Szalai ·
44 Bates ·
45 Godfroid ·
51 Noubi ·
53 Calut ·
77 Hountondji ·
88 Lawrence ·
99 Poitoux ·
Coach: Leko